# Tin-Chau Tsui
Tin-Chau Tsui (chinesisch 徐天就, Pinyin Xú Tiānjiù, W.-G. Hsü T'ien-Ch'iu, Zhuyin ㄒㄩˊ ㄊㄧㄢˉ ㄐㄧㄡˋ, Jyutping ceoi4 tin1 zau6, Yale chèuih tín jauh; * 1958 in Hongkong) ist ein niederländischer Sinologe mit chinesischen Wurzeln, der in der chinesischen Gemeinschaft sehr bekannt ist. 1972 emigrierte er in die Niederlande.

## Leben
Nach der Oberschule hat er an der „Katholieke Pedagogische Academie“ in Maastricht und an der „Rijksuniversiteit Leiden“ mit dem Schwerpunkt Sprachen und Kulturen Chinas studiert.
Tsui ist Dozent für Chinesisch an der Fachhochschule und Lehrer an weiterführenden Schulen. Außerdem entwickelt er Lehrmaterialien und Unterrichtsmethoden für seine Chinesisch-Unterrichtsstunden und für chinesische (Samstags)schulen in den Niederlanden. Bekannt ist er durch seinen Niederländisch-Kurs „Chinees? ’n Makkie“ (auf Deutsch: „Chinesisch? Ist doch Leicht.“). Bis 2010 war Tsui Lehrer am Eijkhagencollege/Charlemagne College in Limburg.
Tsui ist vor allem durch die chinesischen Sendung vom Niederländischen NTR, Snelle berichten Nederland-China bekannt in der Chinesischen Gemeinschaft in den Niederlanden. Von 1996 bis 2005 hielt er den niederländischen Kurs: „Aa Laa (alle) dingen Yeung Yeung Sóow“ / 阿啦dingen樣樣數. Außerdem hielt er auch den Kurs „Dag in dag uit Nederlands“ / 荷语日日讲 ab. Zusammen mit Yiu-Fai Chow präsentierte Tsui weiter unterhaltende Sommerprogramme sowie Yauw Moow Kôk Tsôh 有冇搅错.

## Veröffentlichungen
Abgesehen von Unterrichtsmethoden und Lehrmaterialien hat Tsui die folgenden Niederländisch geschriebenen Arbeiten veröffentlicht:
- T.C. Tsui: Chinese Wijsheden en parallelle Nederlandse gezegdes in twee talen. 1995
- P. Geense, T.C. Tsui: Chinees. In: G. Extra, J.J. de Ruiter (red): Babylon aan de Noordzee. Nieuwe talen in Nederland. 2001

| Personendaten    | Personendaten                                      |
| ---------------- | -------------------------------------------------- |
| NAME             | Tsui, Tin-Chau                                     |
| ALTERNATIVNAMEN  | 徐天就 (chinesisch)                                |
| KURZBESCHREIBUNG | niederländischer Sinologe mit chinesischen Wurzeln |
| GEBURTSDATUM     | 1958                                               |
| GEBURTSORT       | Hongkong                                           |